# NGC 5815
NGC 5815 في الفهرس العام الجديد، هي مجرة، تقع في كوكبة الميزان. اكتشفت في 15 فبراير 1886 بواسطة فرانسيس بريسيرفد ليفنوورث.

## روابط خارجية
- NGC 5815 على موقع ويكي سكاي: DSS2, SDSS, GALEX, IRAS, Hydrogen α, X-Ray, Astrophoto, Sky Map, Articles and images